# Ceratostema nubigena
Ceratostema nubigena är en ljungväxtart som först beskrevs av A. C. Smith, och fick sitt nu gällande namn av A. C. Smith. Ceratostema nubigena ingår i släktet Ceratostema och familjen ljungväxter. Inga underarter finns listade i Catalogue of Life.